# Szubin
Szubin (udtale: [ˈʂubin]) er en by i det nordlige, centrale Polen, i voivodskabet Kujawsko-pomorskie og har 9.563(2021) indbyggere, og et areal på 	7,65 km². Den er en del af powiat (amt) Nakło.

## Historie
Den første skriftlige registrering af en bosættelse ved Pałuka-familiens slot er fra 1365. Det blev en by i 1434.

## Geografi
Byen ligger i den historiske region Storpolen, og ligger sydvest for Bydgoszcz omkring tyve kilometer vest for Bromberg. To små floder løber gennem Schubin, Gąsawka og den mindre Biała Struga.

## Galleri
- Luftfoto af slotsruinen
- Sankt Martin kirke
- Sankt Andrew Bobola kirke
- Mindesmærke for ofre fra nazisternes besættelse